# Partis
Partis.si je bil popularen slovenski spletni portal za internetno izmenjavo datotek. Deloval je preko privatnega sledilnika, ki je omogočal pravno sicer sporno prosto deljenje datotek (filmov za odrasle, filmov, risank, glasbe in programske opreme ter računalniških iger in iger za konzole) na območju Slovenije s pomočjo protokola BitTorrent. Poleg tega so na strani objavljali razne novice, aktiven je bil tudi forum. Zaradi požara v podatkovnih centrih marca 2021 so se na strani pojavile tehnične težave, ki jih zaradi stroškov in nezainteresiranosti lastnikov ni bilo mogoče odpraviti. Mediji so na začetku leta 2023 večkrat poročali o nedostopnosti spletne strani. 20. junija so objavili dokončno zaprtje strani zaradi smrti lastnika, znanega pod vzdevkom antiloop. Ostali del ekipe pa lahko še vedno najdete na portalu infire.si

## Izmenjava
V nasprotju z drugimi portali s torrenti je Partis temeljil na pripravljenosti posameznikov na povrnitev podatkov drugim po načelu, da kolikor si sam prejel, to tudi ti deliš oziroma omogočiš drugim. Uporabnikom, ki so obvezno morali biti registrirani, je stran beležila, kolikšno je bilo razmerje med prejetim in oddanim materialom. 

## Izpad marca 2021 in ukinitev junija 2023
9. marca 2021 je nekaj minut po polnoči zagorelo v podatkovnem centru OVHcloud, kjer je tudi Partis imel vse svoje podatke. Stran se je zato sesula, vodstvo Partisa pa je sporočilo, da se selijo k drugemu ponudniku, vendar, da bo proces zaradi izgube podatkov v požaru trajal nekaj časa. saj so nekaj podatkov izgubili v požaru in ker je vse ostale podatke treba naložiti pri novem ponudniku. Stran ni delovala več kot dva meseca. Potem so stran vzpostavili, da so uporabniki dobili dostop do večine datotek, vendar so se zaradi težav pri nadgradnji in velikega navala uporabnikov težave pojavljale še dolgo, saj je stran kljub velikim težavam z delovanjem ostala zelo priljubljena. Analitični portal Similarweb jo je leta 2023 še vedno imel na 34. mestu najbolj priljubljenih spletnih strani v Sloveniji. Stran je ob smrti glavnega programerja dokončno ugasnila sredi junija 2023. 

## Možna vrnitev Partisa
Domača stran trenutno vsebuje samo obvestilo, da se bo Partis vrnil in to točno ob polnoči 1. januarja 2024. Kaj točno bo vsebovala ni še znano.